# Хорватія в унії з Угорщиною
Хорватське королівство (лат. Regnum Croatiae; хорв. Hrvatska zemlja) перебувало в особистій унії з Угорщиною з 1102 року, від початку правління угорських королів з династії Арпадовичів. Перший володар з династії Арпадовичів, король Коломан (1102—1116), надав деякі привілеї хорватській знаті. Персональна унія Хорватії (зі Славонією та Далмацією) і Угорського королівства тривала до 1 січня 1527 р. Цей період відомий у хорватській історіографії як Хорватсько-угорське королівство.

### Передісторія

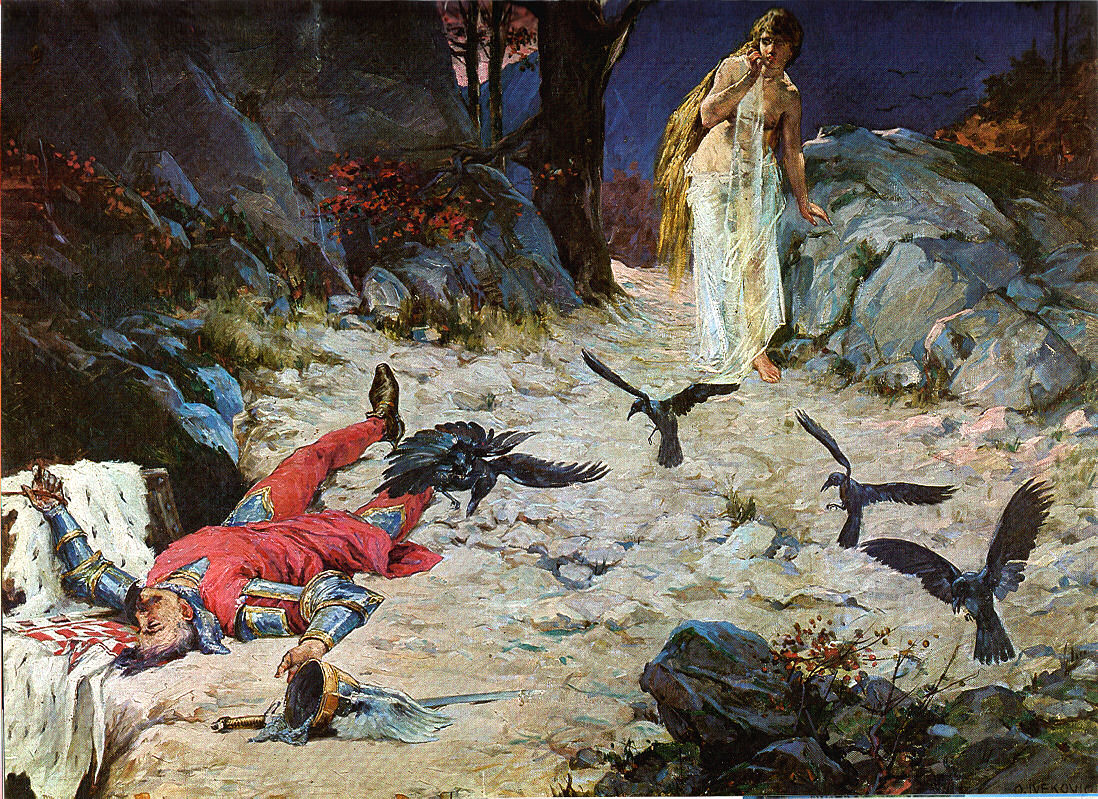
Смерть короля Петара Свачича на горі Гвозд. Отон Івекович

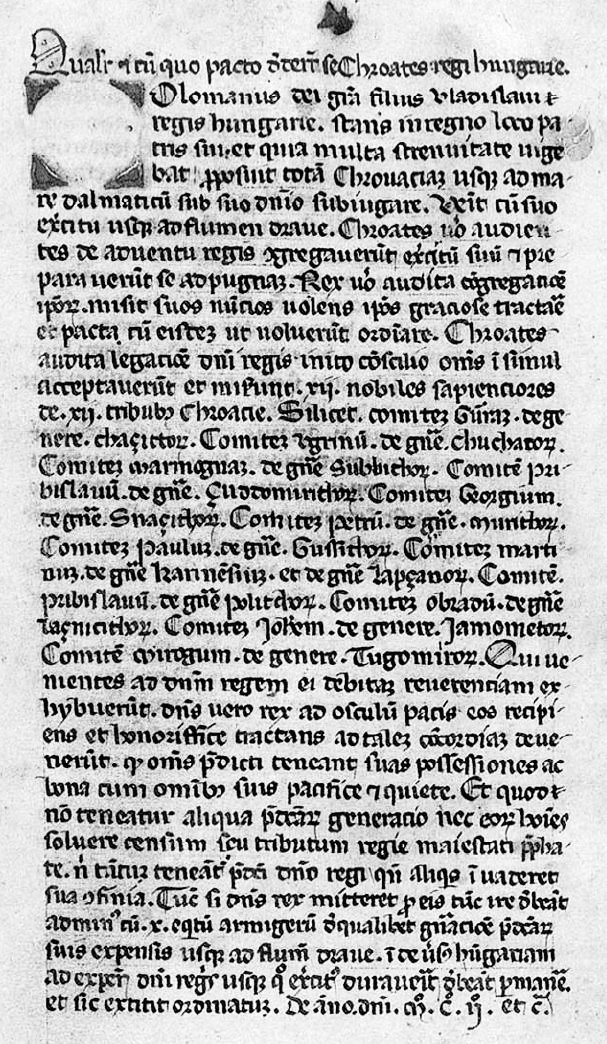
Pacta conventa. Манускрипт XIV століття — Угорський національний музей у Будапешті

Після смерті в 1089 році короля Дмитара Звонимира королем був обраний Степан II. Він був тяжко хворий і вів швидше чернечий, ніж королівський спосіб життя. Після смерті Степана II в 1091 році династія Трпимировичів обірвалася. Вдова Дмитара Звонимира, Олена, докладала зусиль, щоб на хорватський трон зійшов її брат, король Угорщини Ласло I Святий. У 1091 Ласло I захопив значну частину Посавської Хорватії і поставив королем Хорватії свого племінника Алмоша.
Хорватська знать обрала на з'їзді королем Петара Свачича (його резиденція розташовувалася у місті Книн), який домігся тимчасового успіху, вигнавши угорців з більшої частини країни. У 1097 році новий король Угорщини Коломан I Книжник здобув над хорватами вирішальну перемогу в битві на горі Гвозд (поруч із сучасним містом Петріня), що призвело до ліквідації незалежності країни.

### Договір Pacta Conventa (1102)
1102 року, відповідно до угоди, відомої як Pacta Conventa, хорватська шляхта визнала династичну унію з Угорщиною. Умови угоди передбачали, що Хорватія і Угорщина управляються одним правителем, як два окремих королівства. Король зобов'язався не заселяти хорватські землі угорцями, гарантувати самоврядування під керівництвом призначеного королем бана (правителя) і поважати привілеї хорватської знаті. Король Угорщини Коломан I в тому ж 1102 році коронувався у Біоґраді, що став на той час хорватською столицею, як король Угорщини та Хорватії.
Пункти договору Pacta Conventa:
- Хорватські дворяни не платять податки.
- Хорвати несуть військову службу тільки в межах хорватських кордонів; в разі, якщо вони направляються на службу в Угорщину, їм виплачується додаткова платня.
- Король Угорщини зобов'язується захищати Хорватію від зовнішніх загроз.
- Короля Угорщини представляє в Хорватії бан.
- Хорватія має власний парламент (Сабор).

### Трогірська угода
Укладенням договору Pacta Conventa хорватська знать визнала Коломана Книжника королем, але багаті далматинські міста (Спліт, Трогір, Задар та інші) відмовилися зробити це. Через це король знову прийшов у Далмацію з військом і в 1105 уклав Трогірську угоду з далматинськими містами.
Пункти Трогірської угоди:
- Угорці не будуть заселювати хорватські землі на південь від річки Сава.
- Хорватські міста мають право самостійно обирати єпископів, але король повинен затвердити цей вибір.
- Міста не платять податків, за винятком мита.
- Угорська армія відкликається в Угорщину. Залишається лише королівський чиновник з невеликою кількістю солдатів, який контролює збір податків. За Трогірською угодою 2/3 всіх податків на імпортовані або експортовані з Далмації товари переходили в королівську скарбницю.

Після укладення двох угод в Хорватії і Далмації встановилася нова політична ситуація. З 1108 року Коломан I Книжник офіційно іменувався «король Угорщини, Хорватії та Далмації». Оскільки Славонія перебувала під угорським контролем з 1091 року, на неї не поширювалася дія Pacta Conventa і Трогірська угода. Зокрема, заборона на проживання угорців в Хорватії і Далмації не поширювалася на Славонію.

### Достовірність договору Pacta Conventa
Існують різні думки істориків на історичну достовірність відомого нам тексту договору Pacta Conventa. Найстаріша копія документа датується XIV століттям, але багато істориків вважають, що ця копія в найкращому випадку результат змішання тексту договору 1102 року і відображення політичної ситуації XIV століття. Більшість істориків в Хорватії вважає, що копія XIV століття в загальних рисах відображає зміст угоди 1102 року.
Існує документ від 1142 року, який підтверджує факт підписання договору. У ньому король Ґеза II говорить про стару угоду, якої він буде дотримуватися, але пунктів договору не розкриває.

## Політична еволюція унії
У перші 150 років існування союзу проводилися окремі коронації угорською короною в Угорщині та хорватською короною в Хорватії. Згодом стала проводитися лише коронація в Угорщині, після якої король посилав інавгураційний лист у хорватський парламент, який затверджував (за наявності права не затвердити) короля на хорватському престолі. Остання окрема коронація хорватською короною була проведена в 1301 році при вступі на трон Карла Роберта, але оскільки угорські дворяни оголосили цю коронацію незаконною, в 1308 році вона була проведена повторно.
Коли в 1490 році Владислав II послав інавгураційне лист, в якому Хорватія була названа не королівством, а угорською провінцією (у листі були слова: «Угорське королівство і території, якими воно управляє»), парламент відмовив королю у підтвердженні. Ця політична криза закінчилася в 1492 році, коли Ласло II послав новий інавгураційний лист, в якому була згадка про королівський статус (в листі були слова: «Угорське королівство разом з об'єднаним королівством Далмації, Хорватії і Славонії, Трансільванією та територіями, якими воно управляє»).
Відбувалися зміни і в інших титулах. У перші 200 років союзу угорський спадкоємець корони іноді отримував новостворений титул герцога Хорватії (Імріх I, Андрій II), але цей звичай закінчився в 1300 році на Андрієві III зі смертю його матері, яка в період громадянської війни мала титул герцога Славонії.

## Боротьба з Венецією і Візантією

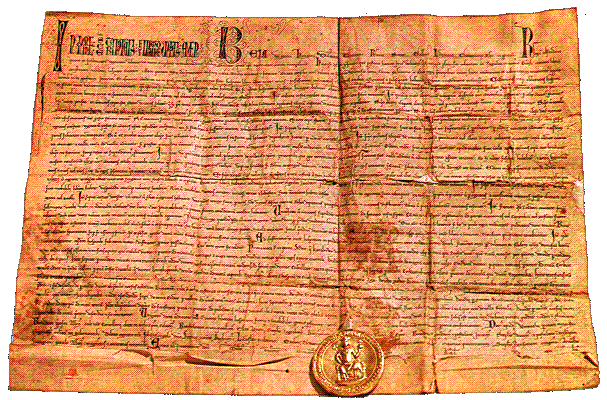
Золота булла Бели IV, за якою Загреб отримав статус вільного королівського міста

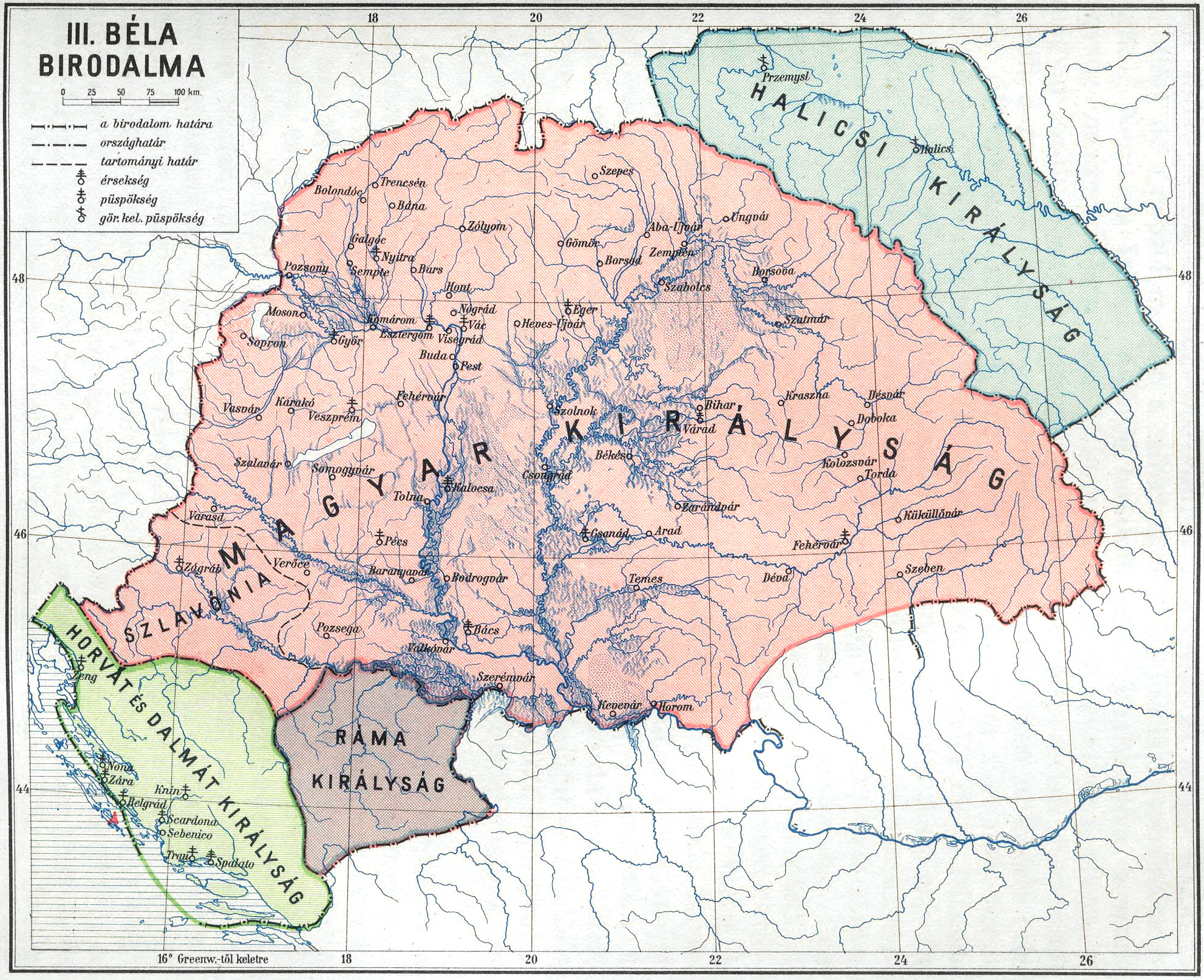
Королівство Хорватії та Далмації наприкінці 12-го століття (світло-зелений)

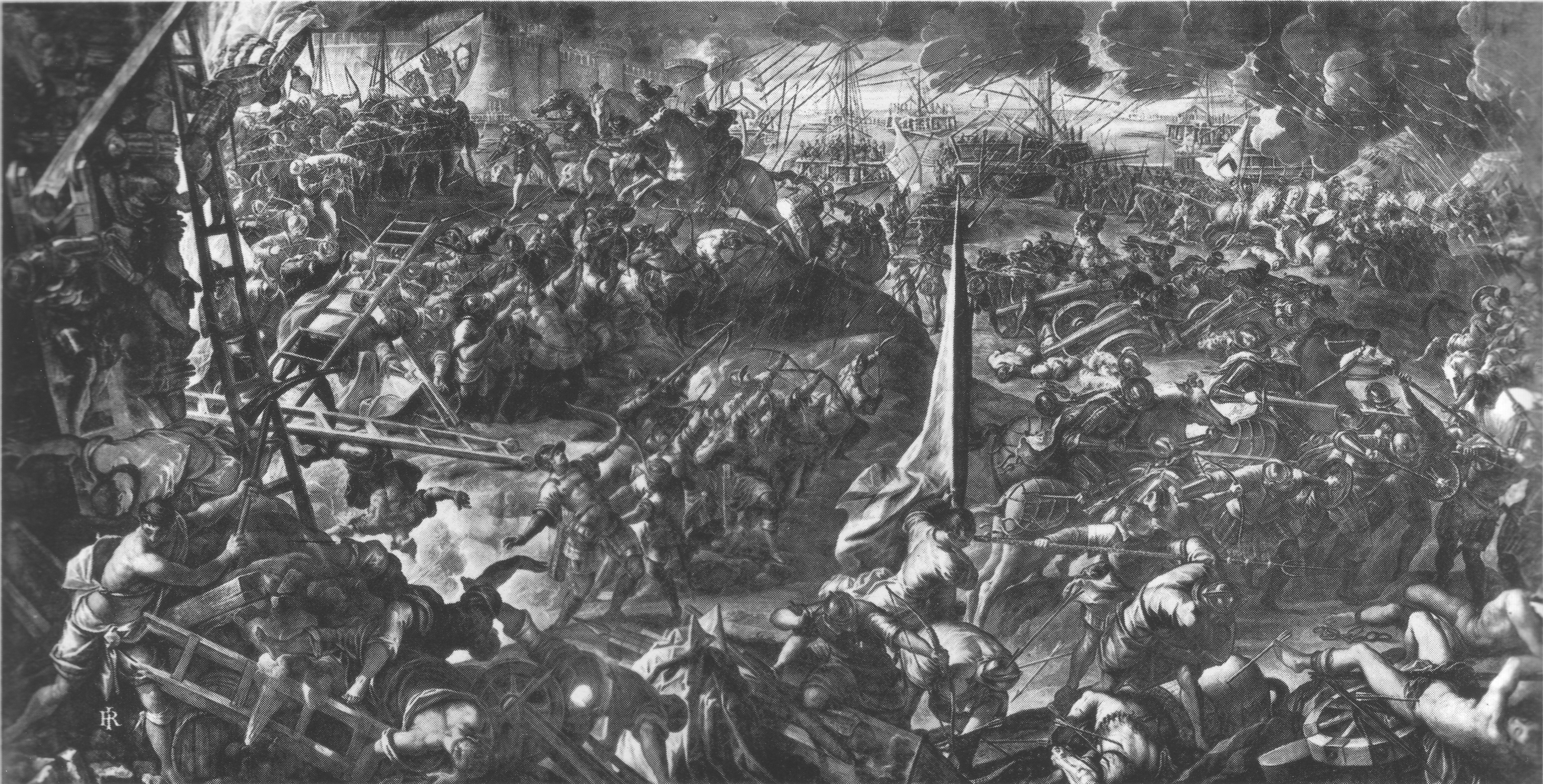
Облога Задара 1202 року хрестоносцями і венеційцями

В 1107 році Король Коломан I контролював велику частину колишніх візантійських приморських міст в Далмації. Оскільки ці міста були важливі, угорці і хорвати часто воювали з Венецією і Візантією в регіоні. У 1116 році, після смерті Коломана, Венеція напала на узбережжя Далмації, розгромила армію Хорватії бана Кледіна і захопили Біоґрад, Спліт, Трогір, Шибеник, Задар і низку островів, включаючи Брач, Хвар, Вис, Крк і Раб. Король Стефан II, наступник Коломана, безуспішно намагався повернути втрачені міста в 1117 році, хоча дож Венеції Орделафо Фальєро був убитий в битві біля Задара. Було підписано п'ятирічне перемир'я, підтверджуючи статус-кво. У 1124 році Стефан II знову напав на венеційські володіння і відбив Біоґрад, Спліт, Шибеник і Трогір, а Задар і острови залишилися під венеційським контролем. Тим не менш, в 1125 році дож Доменіко Мікеле відвоював ці міста і зруйнував Біоґрад. У 1131 році Бела II вступив на престол і в 1133 відбив втрачені міста, за винятком Задара. У 1167 році частина Хорватії південніше річки Крка, а також Боснія, була завойовані Візантією і залишалися під їх контроль до смерті імператора Мануїла I Комніна в 1180 році, коли Візантійська імперія відмовилася від цих земель. Після 1180 року площа під управлінням бана збільшується, але його домен і сфера діяльності ще не були повністю сформульовані.
Після смерті імператора Мануїла I Візантійська імперія більше не в змозі була підтримувати послідовно свою владу в Далмації. Незабаром Задар повстав проти Венеції і став постійним полем битви, поки 1202 року, коли під час Четвертого хрестового походу, венеційці під проводом дожа Енріко Дандоло і хрестоносці розграбували Зару (сучасний Задар), незважаючи на те, що король Емерік зобов'язався приєднатися до хрестового походу. Це був перший напад хрестоносців проти католицького міста. Венеція зажадала це як компенсацію за їх подальший виступ на схід у бік Константинополя, де вони пізніше заснували Латинську імперію. Військові дії з Венецією тривала до 1216 року під час правління короля Андрія II, який використовував венеційський флот, щоб приєднатися до П'ятого хрестового похід.

## Монгольська навала
Під час правління Бели IV монголи (або татари), підкоривши Київ і саму Русь, вторглися в Угорщину в 1241 році в битві на річці Шайо 11 квітня 1241 року монголи знищили угорську армію. Коломан Галицький, брат короля Бели, був важко поранений і був доставлений на південь до Хорватії, де він помер від отриманих поранень. Хан Батий послав свого двоюрідного брата Кадана з армією 10000-20000 переслідувати короля Белу, який біг до Хорватії.
У 1242 році монголи перетнули річку Драву і почав грабувати слов'янські графства Пожега і Крижевці. Вони захопили міста Чазма і Загреб, чиї собори були спалені. Шляхта, разом з королем Бела, переїхала на південь, до фортець Кліс, Спліт, Трогір і прилеглих островів. У березні 1242 року монголи підійшли до Спліту і почали нападати на Кліс, так як вони думали, що король Бела, який був у той час в Трогірі, ховався Клісі, але не змогли захопити його фортецю.
Незабаром прийшла звістка про смерть Уґедея в Каракорумі. Щоб бути на обранні нового хана, монголи повернули назад. Одна група повернулася на схід через Зету, Сербію і Болгарію, всі з яких були розграбовані, після того як вони пройшли через них, в той час як друга група розграбували область Рагузи і спалили місто Котор.
Після цього монголи залишили Хорватію, її землі були спустошені і вибухнув величезний голод. Вторгнення монголів наштовхнув на думку, що тільки укріпленні міста можуть забезпечити захист проти них. Оскільки монголи все ще тримали багато земель Східної Європи, почалася робота з розбудови оборонної системи, створення нових укріплень і зміцнення або відновлення існуючих. Укріплене місто Медведград був побудований на горі Медведніца вище Загреба, а також Гаріч, Липовац, Окіч, Кальнік та інші. 16 листопада 1242 року король видав Золоту буллу для громадян Градеця (сьогодні частини Загреба), в якій він був оголошений вільним королівським містом. Дворянам дозволялося будувати замки на своїх землях і збільшити розмір своїх армій, що робило їх ще більш незалежними.

## Громадянська війна

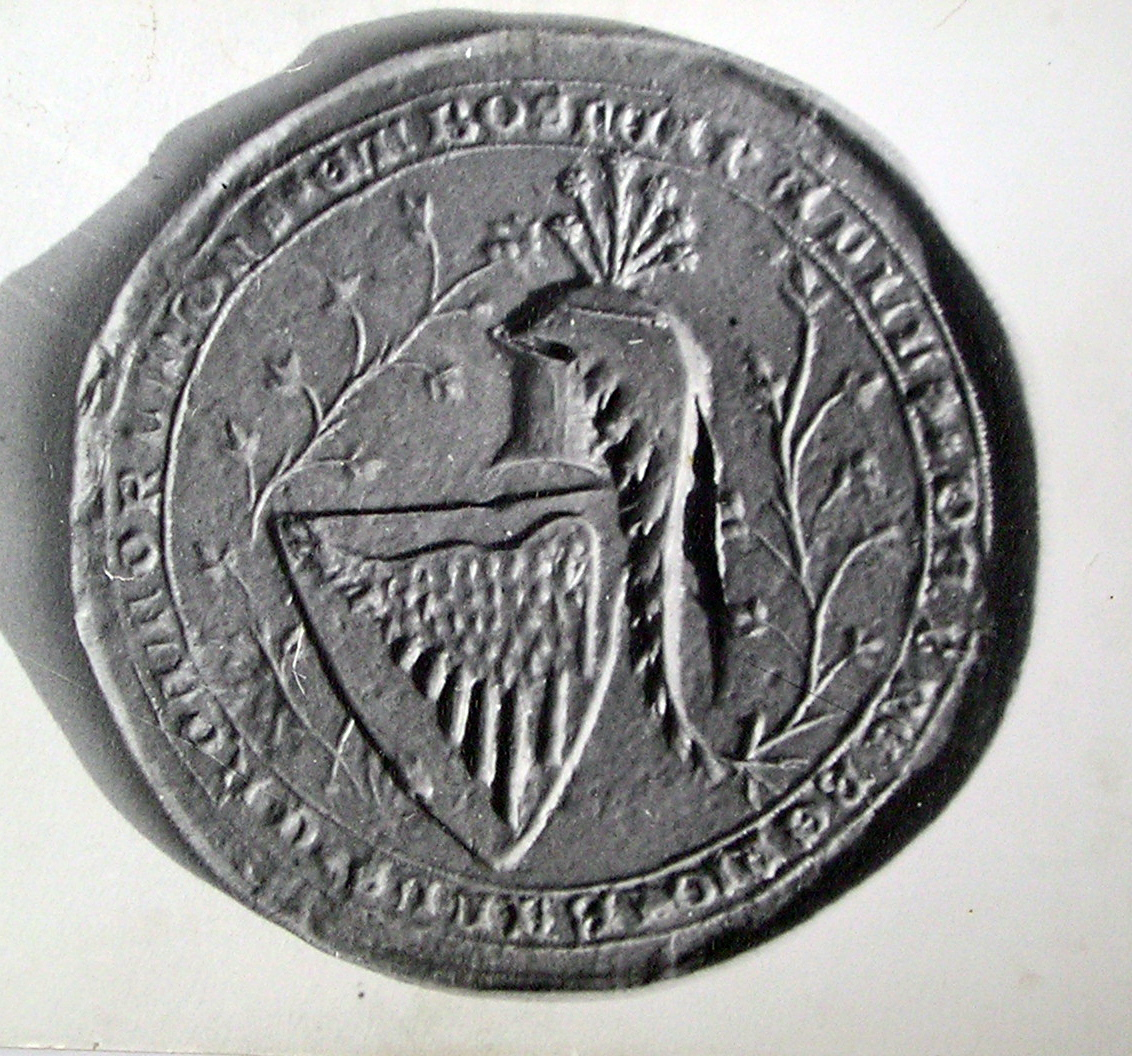
Печатка Павла I Шубича, «Paulus de Breberio banus Croatorum Dominus et Bosnae» (Павло Брібір Бан Хорватів і Господар Боснії).

Хорватія згідно з договорами від 1102 і 1105 років мала можливість обирати власного короля, у разі переривання королівської династії. Кілька разів це відбувалося і кожного разу призводило до війни.
Монгольська навала тимчасово зупинила внутрішні війни серед шляхти, але відразу після того як монголи пішли з Хорватії на початку 1240-х років вибухнула громадянська війна в Хорватії. Причиною війни стало володіння села Острог, що і Спліт і Трогір оспарювали його і який був 1242 року наділений королем Белою IV в Трогірі особливим статутом. Трогір мав підтримку короля і сім'ї Шубичів, з її лідером Степко Шубичем, у той час як Спліт знайшов союзників серед сім'ї Качич, Андрія з Хума і Боснійського бана Матея Нінослава. У 1244 році Матей Нінослав був обраний Сплітом як князь, і в тому ж році Нінослав почав наступ на Трогір, але йому не вдалося взяти місто. Після того як Нінослав повернувся в Боснію, велика армія під командуванням Славонських банів Дениса Тур'є, Степко і Данили Шубичів була послана проти Спліта, який відразу ж здався. Мир був підписаний 19 липня 1244 року Друга армія на чолі з королем Белою IV вирушила в Боснію і змусила бана Матея Нінослава підписати мирний договір 20 липня 1244 року. Щоб запобігти подальшим війнам серед далматінськіх прибережних міст, король Бела IV передав вибори їх губернаторів, які раніше вибирали міста самі, без втручання бана Хорватії. Родина Шубичів була незадоволена цим рішенням, оскільки вони раніше контролювали більшість прибережних міст.
Наступні королі прагнули відновити свій вплив, даючи певні привілеї в містах, зробивши їх вільними королівськими містами, таким чином відокремлюючи їх від влади місцевих дворян. Вараждин отримав статус вільного міста в 1220 році, Вуковар в 1231 і Вировитиця в 1234 році від короля Андрія II. Петріня отримала цей статус у 1240 році, Градец (за винятком Каптоли, де проживав Загребський єпископ, що було під його власною адміністрацією) в 1242 році, Самоборі в 1242, Крижевці в 1252, і Ястребарско в 1257 році — були вільними королівськими містами обирали свої власні ради, мали свої власні управління і суди, збирали власні податки і управляли своєю економікою і торгівлею.
Тим не менш, місцева шляхта продовжувала зміцнюватися. Ослаблення королівської влади дозволило родині Шубичів відновити свою колишню роль в прибережних містах. У 1270 році вони відновили вплив в Трогірі, Спліті і Шибенику. У 1274 році Павло I Шубич з Брібір (хорв. Pavao I Šubić Bribirski) став главою родини, і незабаром взяв титул Бан Хорватії та Далмації, в той час як його брати були герцогами провідних далматінськіх міст, Младен I Шубич в Спліті, а Юрай I Шубич в Трогірі і Шибенику. У 1280 році Венеція атакувала прибережні володіння сім'ї Качич і захопила Оміш. Павло Шубич використував занепад родини Качич і захопив землі материкової частини між річками Неретва і Цетина.

## Династичні боротьба

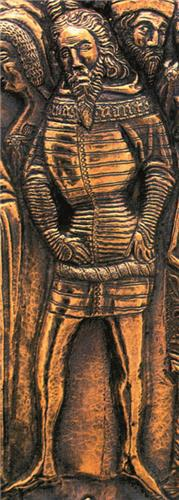
Зображення Павла I Шубича на Ковчезі святого Симеона в Задарі.

У 1290 році король Ласло IV Кун помер, не залишивши синів, і війна поспіль спалахнула між Андрієм III з династії Арпадів і Карла Мартела Анжуйського з будинку Анжу. Хорватський бан Павло Шубич і більшість з хорватської шляхти підтримали Карла Мартела, а більшість угорської шляхти підтримали Андрія III. Сім'я Бабонич спочатку стала на сторону Анжу, але незабаром перейшли до Андрія III. Щоб зберегти підтримку Хорватії, батько Карла Мартела, Карл II Неаполітанський, нагородив від імені свого сина всіма землями від гори Гвозд до річки Неретва в спадок Павлу I Шубичу. Положення бана, таким чином, зробилося спадковим для сім'ї Шубич, у той час як місцева хорватська шляхта стала васалами Павла і його нащадків. У відповідь Андрій III також видав грамоту на ім'я Павла I Шубича в якій зазначив його спадковим хорватським баном. В результаті цього конкурсу на підтримку і відсутність центральної влади в розпал громадянської війни, родина Шубич стала найпотужнішою родиною в Хорватії.
У Загребі, місто єпископа, Каптола підтримувалося Карлом Мартелом, а Градец підтримувався Андрієм III, що призвело до запеклої боротьби в цьому районі. Після того як Карл Мартел помер в 1295 році його права на престол перейшли до його сина, Карла I (відомого як Карл I Роберт). Хорватська та угорська шляхта врешті-решт прийняли Андрія III як короля, але нове повстання почалося, коли 1299 року Андрій назвав дядька спадкоємцем, так як він не мав синів. Павло Шубич послав свого брата, Юрая I Шубича, в Рим, щоб отримати папське схвалення їх прохання і привести Карла I в Хорватію, куди він прибув у серпні 1300 року. Андрій III помер у січні 1301 року, і таким чином припинив династію Арпадів. Бан Павло Шубич супроводжував Карла I в Загреб, де він був визнаний як король. У березні 1301 року архієпископ коронував його королем Угорщини і Хорватії в Естерґомі.
Привілеї, що Павло Шубич отримав під час кризи спадкоємності були підтверджені, і його сім'я отримала спадковість титулу бан Хорватії. Хоча хорватська шляхта визнала Карла I, частина угорської шляхти відмовилася зробити це, і вирішила поставити Вацлава III, короля Богемії, який був в 1301 році коронований королем Угорщини в Секешфегерварі. Громадянська війна в Угорщині, не вплинула на Хорватію, що була під твердою владою Павла Шубича. Раніше в 1299 році Павло отримав контроль над Боснією, так що його назва була з тих пір «Бан Хорватів і Господар Боснії» (лат. Banus Croatorum Dominus et Bosnae). Він віддав брату Младену I Шубичу титул Бан Боснії. У той час влада Павла розповсюджувалася від гори Гвозд до річки Неретва, і від Адріатичного узбережжя до річки Босна, і тільки місто Задар залишилися за межами його володінь і було під владою Венеції.< У 1304 році бан Младен I був убитий в Боснії. Павло Шубич провів компанію проти Боснії, щоб підтвердити свій авторитет, в результаті чого підпорядкувавши більшість цих земель під свою владу, як Павло називає себе від 1305 року як «Господар усієї Боснії» (лат. totius Bosniae dominus). Він призначив свого другого сина, Младена II, баном Боснії, і в 1305 році його третій син, Павло II, став герцогом Спліта.
Павло Шубич карбував свої власні гроші і був практично незалежний правитель. У 1311 році Павло викликав успішний бунт в Задарі проти венеційського правління. Війна з Венецією тривали і після смерті Павла, який помер 1 травня 1312 року, опісля його змінив син Младен II. Зі смертю Павла почалося поступове зниження герцогів Брібір (Шубичів). Венеція в кінцевому підсумку відновила своє панування в Задарі в 1313 році
У 1322 році було підписано так званий Трогірський статут, що поряд із цивільним або кримінальним правом визначали також адміністративний устрій комуни.
Статути, або міські конституції, в містах Далмації поряд із цивільним або кримінальним правом визначали також адміністративний устрій комуни. Трогірський статут був укладений у 1322 p.
У 1322 році почалася друга громадянська війна в Хорватії, що призвело до битві під Блискою, коли Младен II і його союзники зазнали поразки, в тому числі його брат Павло II, від коаліції хорватських дворян і прибережних міст під командуванням Івана Бабонича бана Славонії. Рада в Книні була скликана королем, де Івана Бабонич був оголошений баном Хорватії та Далмації, закінчуючи спадковість банів родини Шубичів. Їх вплив зменшився також в результаті розколу між братами. Младен II і Павло II тримали Брібір і Островіцю, в той час як Юрай II тримав Клис, Скрадин і Оміш.
Після занепаду сім'ї Шубичів, Іван I Неліпач піднявся, щоб стати домінуючою фігурою в Хорватії. Він захопив королівське місто Книн, що призвело до зміщення Івана Бабонича з посади бана і призначення Ніколи Омодеєва і подальшого Мікас з Акоса, чия армія була розбита у 1326 році Іваном I Неліпачем. Таким чином, вся Хорватія від Ліки і Крбави до річки Цетина було насправді за межами королівської влади. У Неліпачів були напружені стосунки з Шубичами і були часті конфлікти з ними. Під час цих конфліктів Венеція взяла контроль над Сплітом в 1327 році і Нином в 1329, отримавши більшість узбережжя від річки Зрманья до гирла Цетини. У той же час, Степан II Котроманич бан Боснії, приєднав територію між річками Цетина і Неретва, а також Імотскі, Дувно, Лівно я Гламоч. Залишком Хорватії Іван Неліпач управляв з Книна до своєї смерті в 1344 році.

## Людвік I Анжуйський

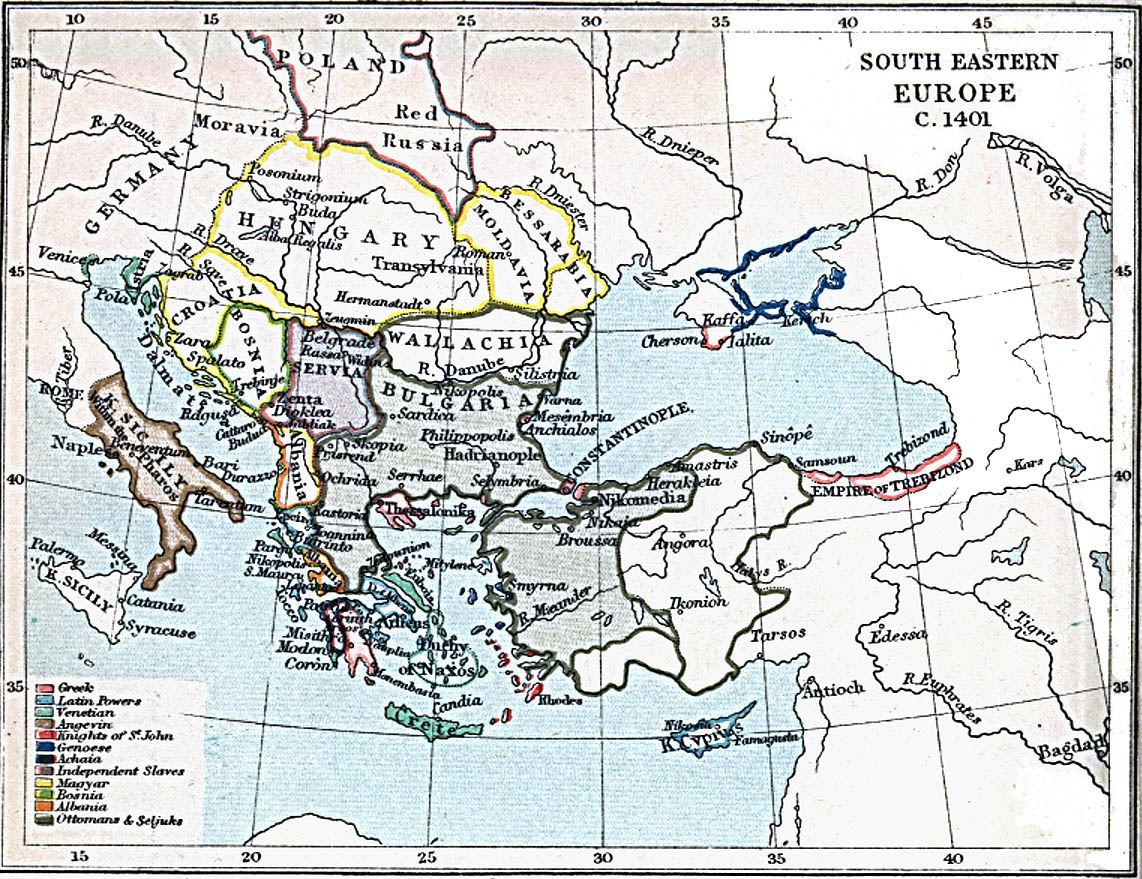
Південно-Східна Європа в 1401 році

У 1345 році Задар знову повстав проти Венеції, але після тривалої облоги наприкінці 1346 року венеційці відновили владу в місті. В помсту за повстання, Венеція зруйнувала приморські стіни Задара, конфіскувала зброю у громадян міста та направила венеційця бути губернатором міста. Король Людвік I Великий підписав восьмирічний мирний договір з Венецією в 1348 році. У 1356 році після закінчення мирного договору, король Людовик вторгся в венеційські території без оголошення війни. Хорватська армія на чолі з баном Іван Чузом з Лудбрега. Спліт, Трогір, Шибеник найближчим часом позбулися венеційських правителів, в той час як Задар впав після короткої облоги. Людвік I в той же час успішно боровся на півночі Італії, Венеція була змушена підписати Задарський договір 18 лютого 1358 року.
Після Задарської угоди король Людвік I отримав владу над усією Далмацією, від острова Црес, до Дурреса в Албанії, в тому числі над Рагузькою республікою, яка виступала як самостійна одиниця. Дож Венеції був вимушений відмовитися від свого титулу «князь Хорватії та Далмації». Після цього вся територія Хорватії була інтегрована під одну адміністрацію під керівництвом бана Хорватії і Далмації. В результаті економіка Хорватії процвітала наприкінці XIV століття, особливо в містах на східному узбережжі Адріатики. Нові королівські міста були створені на торгових шляхах, підвищене домінування багатших купців над містами і нові умови поклали початок культурної інтеграції між прибережними містами і континентальною Хорватією.

## Сигізмунд Люксембурзький
Після смерті в 1382 році Людвіка Анжуйського новою королевою Угорщини та Хорватії стала його дочка Марія, яка була обіцяна в дружини Сигізмунду Люксембурзькому. Хорватська шляхта і частина угорської були налаштовані проти Сигізмунда і закликали короля Неаполя Карла III зійти на угорський престол. Через кілька місяців після коронації Карл III був убитий за наказом матері Марії Єлизавети Боснійської. Після вбивства у Хорватії відбулося повстання, королем проголосили Ладислава, неповнолітнього сина Карла III.
Намагаючись заспокоїти ситуацію, Марія та Єлизавета Боснійська з озброєною охороною приїхали до Хорватії, однак були захоплені хорватською шляхтою і ув'язнені. Єлизавета була вбита у в'язниці в 1387 році, Марія вийшла на свободу за сприяння Венеції, після чого наступили 40 років військових дій між Хорватією та Сигізмундом.
Перший період війни закінчився у 1395 році поразкою хорватів, після чого Сигізмунд вважав себе досить сильним, щоб почати хрестовий похід проти турків, який закінчився розгромом армії Сигізмунда в Нікопольській битві. Коли новина про битву досягла Хорватії, там без очікування більш докладних відомостей оголосили Сигізмунда мертвим, а Ладислава законним королем. Після того, як стало зрозуміло, що Сигізмунд живий, хорватський парламент і король обмінялися примирливими посланнями та досягли домовленості про зустріч для вирішення всіх проблем.
Під час зустрічі, що отримала згодом ім'я «Кривавий Сабор у Крижевці», 27 лютого 1397 року прихильники Сигізмунда вбили бана Степана Лацковича та членів хорватського парламенту, після чого разом з королем втекли на угорську територію. Ця подія призвела до ще 12 років війни. 5 серпні 1403 року Ладислав був коронований в Загребі, як король Хорватії та Угорщини угорським архієпископом хорватського походження. Ця війна, яка сильно підірвала владу хорватської знаті і парламенту, закінчилася в 1409 році, коли Ладислав продав Далмацію за 100 000 дукатів Венеційській республіці.

## Кінець першої унії

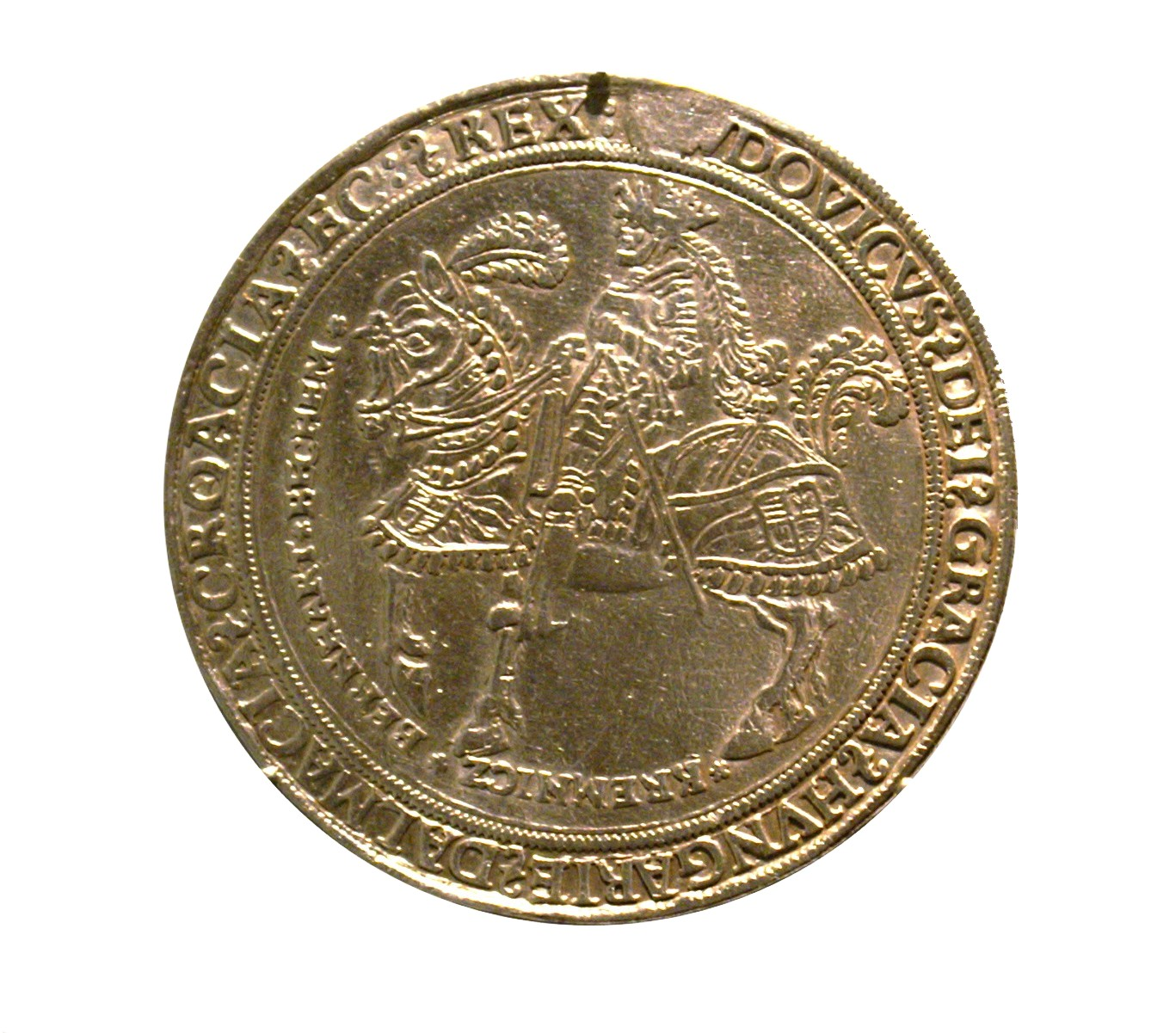
Монета Людовіка II з написом на латині: «Людовік благодаттю Бога король Угорщини, Далмації, Хорватія»

Перша унія між Угорщиною та Хорватією розпалася після розгрому угорської армії турками в битві при Могачі і загибелі короля Людовика II. Настрої в Хорватії в останні 100 років існування унії добре описані в словах Крсто Франкопан, сказаних ним після приходу новин про поразку в битві і про порятунок втечею короля (що виявилося хибним): «Раз король втік, Всемогутній Бог ясно допустив це поразка короля і угорців, не для нещасть і розорення цієї країни, але навпаки, для її подальшого порятунку. Бо якби угорці зараз перемогли б імператора (тобто султана), хто зміг би покласти край їх негідною агресії і хто міг би продовжувати своє існування під ними».
Незабаром після цієї заяви в 1527 році Крсто Франкопан був обраний хорватської знаттю баном. Після смерті Людовика II хорватський парламент почав переговори з Фердинандом Габсбургом з приводу його вступу на хорватський трон. Ці переговори завершилися його обранням 1 січня 1527 року.
У той же час угорський парламент обрав новим королем Угорщини Яноша Запольяї. Ці вибори не були визнані по всій Угорщині, частина угорського дворянства відмовилася визнати Запольяі і також обрала королем Фердинанда I. Після 43 років безперервної боротьби за угорську корону в 1570 році Габсбурги були визнані угорськими королями, і союз між Угорщиною та Хорватією був знову відновлений, але вже під австрійським правлінням. У XVIII і XIX сторіччі країни, об'єднані з Угорщиною особистою унією носили назву Землі корони Святого Стефана.